# Aleuropteryx maculipennis
Aleuropteryx maculipennis is een insect uit de familie van de dwerggaasvliegen (Coniopterygidae), die tot de orde netvleugeligen (Neuroptera) behoort. 
De wetenschappelijke naam Aleuropteryx maculipennis is voor het eerst geldig gepubliceerd door Meinander in 1972.